# عملية داغيت
عملية داغيت كان الاسم الرمزي للعمليات الفرنسية خلال حرب الخليج الثانية عام 1991. كان النزاع بين العراق وقوة ائتلافية قوامها 30 دولة تقودها الولايات المتحدة وكلفتها الأمم المتحدة من أجل تحرير الكويت.
بدأت الحرب بالغزو العراقي للكويت في 2 أغسطس 1990 بعد ادعاءات عراقية غير مؤكدة بأن الكويت كانت تسرق النفط عبر الحدود العراقية بصورة غير مشروعة. بعد الغزو تعرض العراق لعقوبات اقتصادية فورية من جانب الأمم المتحدة. بعد فترة من الدبلوماسية وانتشار قوات التحالف في المملكة العربية السعودية ودول الخليج العربي الأخرى بدأت الأعمال القتالية بعمليات جوية في 17 يناير 1991 مما أسفر عن انتصار حاسم لقوات التحالف التي دفعت القوات العراقية إلى الخروج من الكويت بأقل عدد ممكن من القتلى. كانت المعارك الرئيسية هي القتال الجوي والبري في العراق والكويت والمناطق الحدودية في المملكة العربية السعودية. لم تتوسع الحرب خارج المنطقة الحدودية العراقية-الكويتية-السعودية على الرغم من أن العراق أطلق صواريخ على المدن البحرينية والإسرائيلية.

## النشر

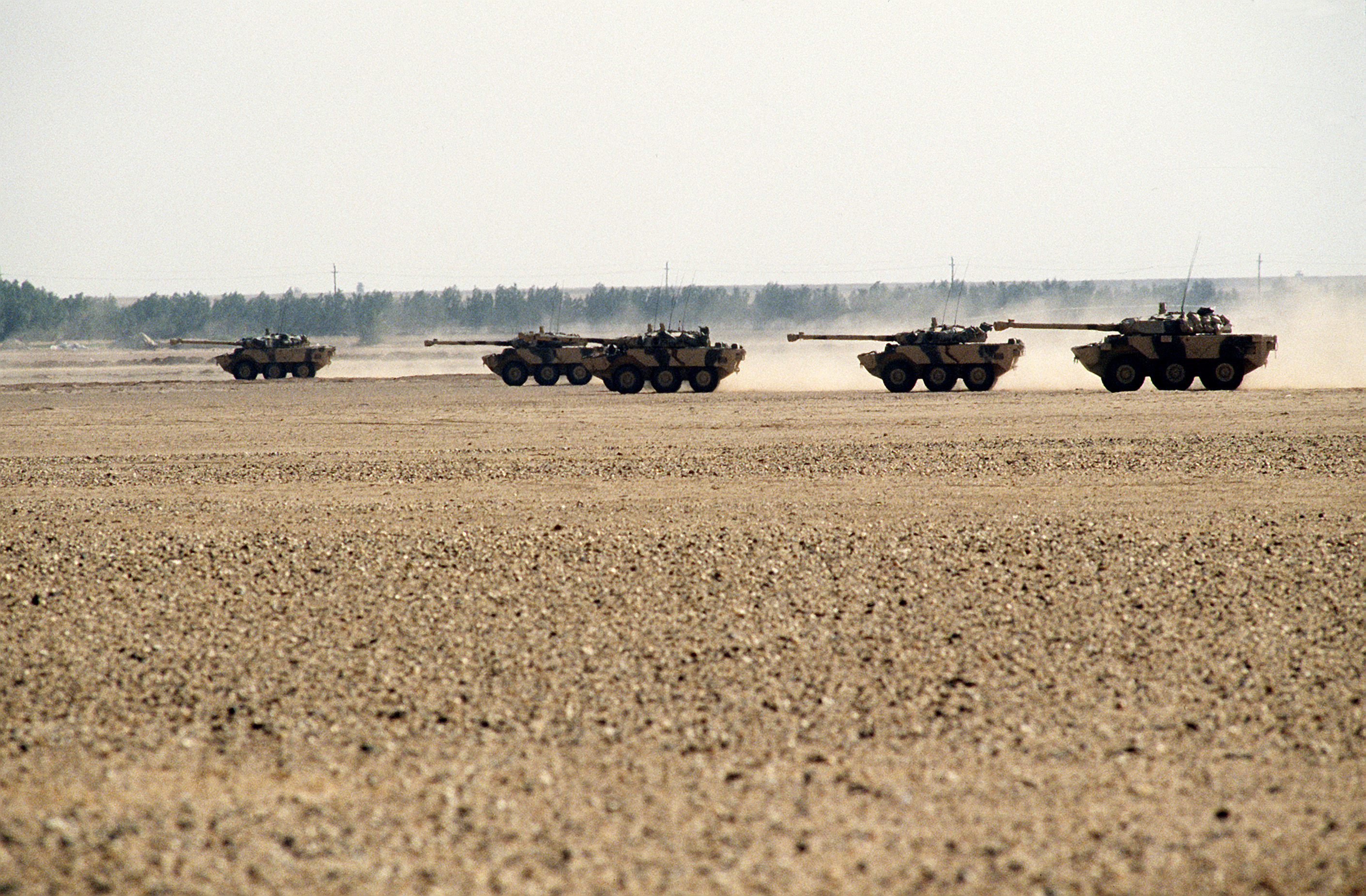
الدبابة الفرنسية أمكس-10 أرسي خلال عملية درع الصحراء.

بعد وقت قصير من غزو الكويت أرسلت فرنسا فرقاطة إضافية زيادة على السفينتين الفرنسيتين الموجودتين بالفعل في الخليج العربي. عملية «سالاماندر» أطلقت بنشر فوج 5 من طائرات الهليكوبتر القتالية ومجموعة من أول فوج للمشاة على متن حاملة الطائرات الفرنسية كليمنصو يرافقها الطراد كولبيرت والناقلة فار.
في 14 سبتمبر 1990 دخلت القوات العراقية مقر إقامة السفير الفرنسي في الكويت. ردا على ذلك زاد الرئيس الفرنسي فرانسوا ميتران عدد القوات والطائرات التي تنتشر في السعودية. بعد فترة وجيزة أعيدت تسمية التدخل الفرنسي إلى «عملية داغيت» تحت قيادة الجنرال ميشيل روكيجوفري. وصلت تعزيزات فرنسية إضافية في ديسمبر 1990 ويناير 1991.
كانت مساهمة القوات البرية الفرنسية هي الشعبة المؤقتة داغيت التي استمدت في الغالب من وحدات من الفرقة 6 المدرعة الخفيفة مع وحدات إضافية مثل فوج 4 من دراغونز من الفرقة المدرعة الثانية ووحدات من الفيلق الأجنبي الفرنسي. تنقسم قوات داغيت إلى مجموعتين تكتيكيتين للحرب البرية الفعلية وهما: المجموعة الغربية والمجموعة الشرقية. في البداية كان الفرنسيون يعملون بشكل مستقل تحت قيادة وطنية ولكن بتنسيق وثيق مع الأميركيين والسعوديين والقيادة المركزية الأمريكية. في يناير وضعت الشعبة تحت السيطرة التكتيكية للفيلق الجوي الثامن عشر للولايات المتحدة وعززت للحرب البرية مع الوحدات التالية من القوات البرية للولايات المتحدة: اللواء 2 والفرقة 82 المحمولة جوا ولواء المدفعية الميدانية 18 وكتيبة المهندسين 27.
كان دور الفرقة الخفيفة المدرعة الفرنسية السادسة والفيلق الأمريكي الثامن عشر المنقول جوا لحماية الجناح الأيسر لمسرح الحرب وربما سحب الاحتياطيات التكتيكية والتشغيلية العراقية.
تم إرسال السفينة فودر إلى الكويت لزيادة القدرات الطبية للقوة.

## العمليات البحرية

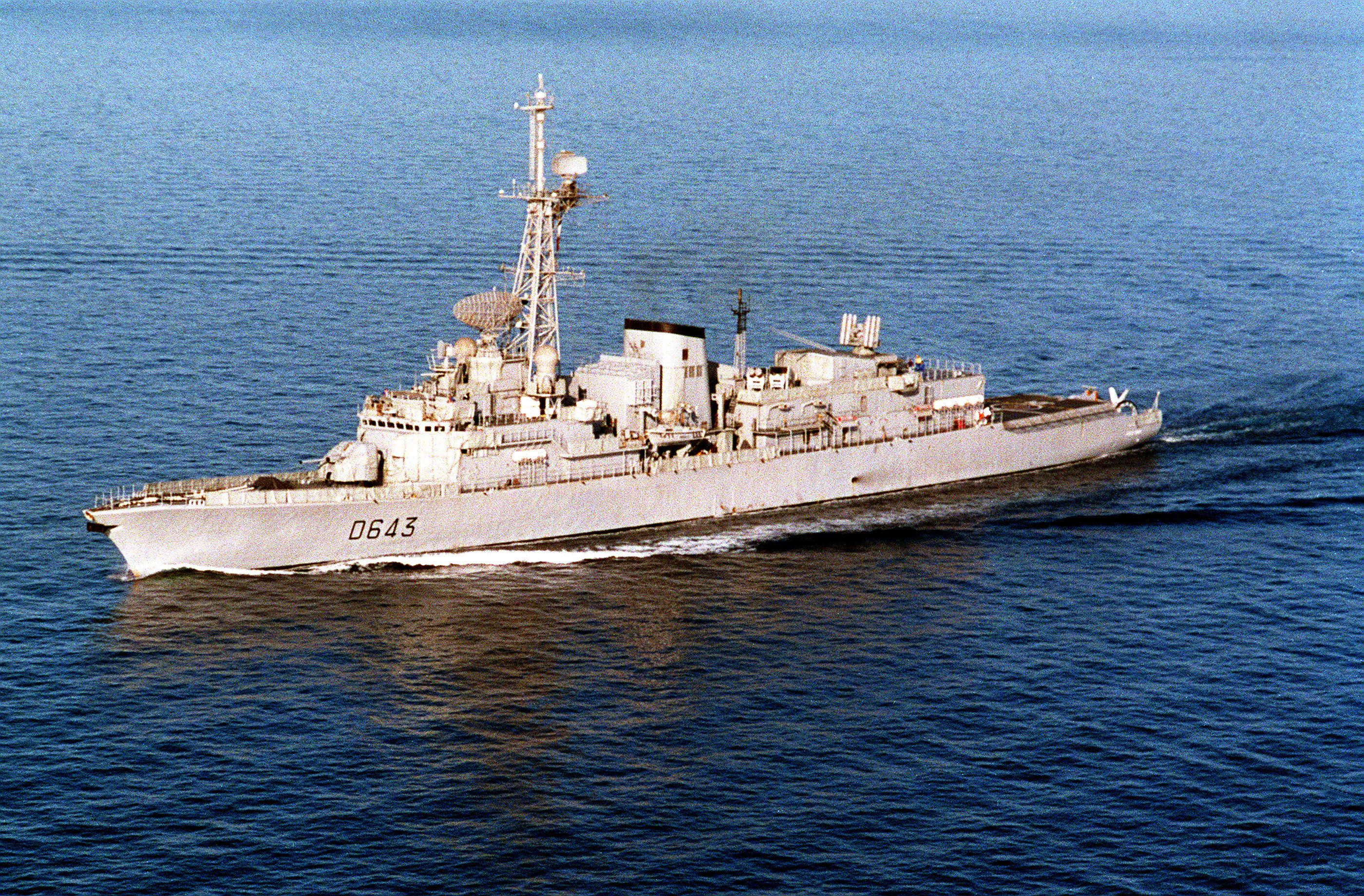
السفينة جان دي فيينا تقوم بدورية كجزء من قوة الحظر البحري.

كان يسمى الجزء البحري من العملية «عملية أرتيمون». من أغسطس نفذت من قبل ثلاثة من أيه 69 التي تواجدت حول الفرقاطات دوبليكس ومونتكالم بدعم من الناقلة دورانس. في أكتوبر عززت عملية الانتشار مع الفرقاطة لاموت - بيكيه وبمرافقة الأساطيل دو شايلا.
في ديسمبر حلت جان دي فيينا ورئيس الوزراء ميتر محل لاموت - بيكيه. في مارس أعفيت السفينة جان دي فيينا من قبل لاتوش تريفيل.
فرضت السفن الحظر المفروض على العراق عن طريق مراقبة الشحن التجاري بما في ذلك الصعود إلى أكثر من 1000 سفينة للتفتيش. أطلقت 14 طلقة تحذيرية. تجدر الإشارة إلى أنه في 20 سبتمبر اعترضت السفينة التعاون العرادين من قبل السفينة أوس سان جاسينتو والفرقاطة الإسبانية إنفانتا كريستينا وبمرافقة الأسطول دو شايلا ورفضت الامتثال حتى تم إطلاق الطلقات التحذيرية لكنها رفضت أن يركبها أي شخص باستثناء الفرنسيين. ثم قامت مجموعة من قوات المارينز بتفتيش السفينة.

## العمليات - المرحلة الجوية والبحرية
قبل بدء الضربات الجوية في يناير 1991 كانت قوات التحالف البحرية تعمل في الخليج العربي لفرض عقوبات على العراق. بالإضافة إلى الدول الأخرى قامت السفن الحربية الفرنسية بعمليات داخلية ضد السفن المشتبه في خرق العقوبات المفروضة على العراق. في إحدى هذه المناسبات في 2 أكتوبر 1990 اعترضت السفينة الفرنسية دودارت دي لاغري السفينة الكورية الشمالية سام إيل بو التي كانت تحمل ألواحا من الخشب الرقائقي. بعد فشل السفينة التجارية مرارا وتكرارا للرد على المكالمات تم إطلاق طلقات تحذيرية عبر قوس السفينة. توقفت السفينة سام إيل بو وسمح لأفراد السفينة الفرنسية بركوبها.
صدرت سلسلة طويلة من قرارات مجلس الأمن الدولي بشأن الصراع. كان من أهم هذه القرارات قرار مجلس الأمن التابع للأمم المتحدة رقم 678 الصادر في 29 نوفمبر الذي يعطي العراق مهلة انسحاب حتى 15 يناير 1991 ويأذن «بجميع الوسائل اللازمة لدعم وتنفيذ القرار 660» وهي صيغة دبلوماسية تجيز استخدام القوة. بعد انقضاء الموعد النهائي بدأت عمليات جوية مكثفة في 17 يناير 1991. قامت الولايات المتحدة بنقل معظم البعثات ولكن طائرات القوات الجوية الفرنسية شاركت أيضا. قامت الطائرة جاغوار بالهجوم البري بينما قامت الطائرة داسو ميراج إف1 بالهجوم البري وبعثات الاستطلاع والطائرة داسو ميراج 2000 بتوفير غطاء جوي أثناء القتال. لاحقا تم استبعاد طائرات داسو ميراج إف1 بسبب مخاوف من عدم تمييزها من قبل قوات التحالف عن نفس الطائرات التي تستخدمها القوات الجوية العراقية.
بالمقارنة مع الخسائر التي واجهتها الولايات المتحدة والمملكة المتحدة فإن الفرنسيون لم يعانوا من أي خسائر في الطائرات في مواجهة حربية. نشر الفرنسيون 40 طائرة. تضررت أربعة طائرات جاغوار من النيران المضادة للطائرات.

## العمليات - المرحلة الأرضية

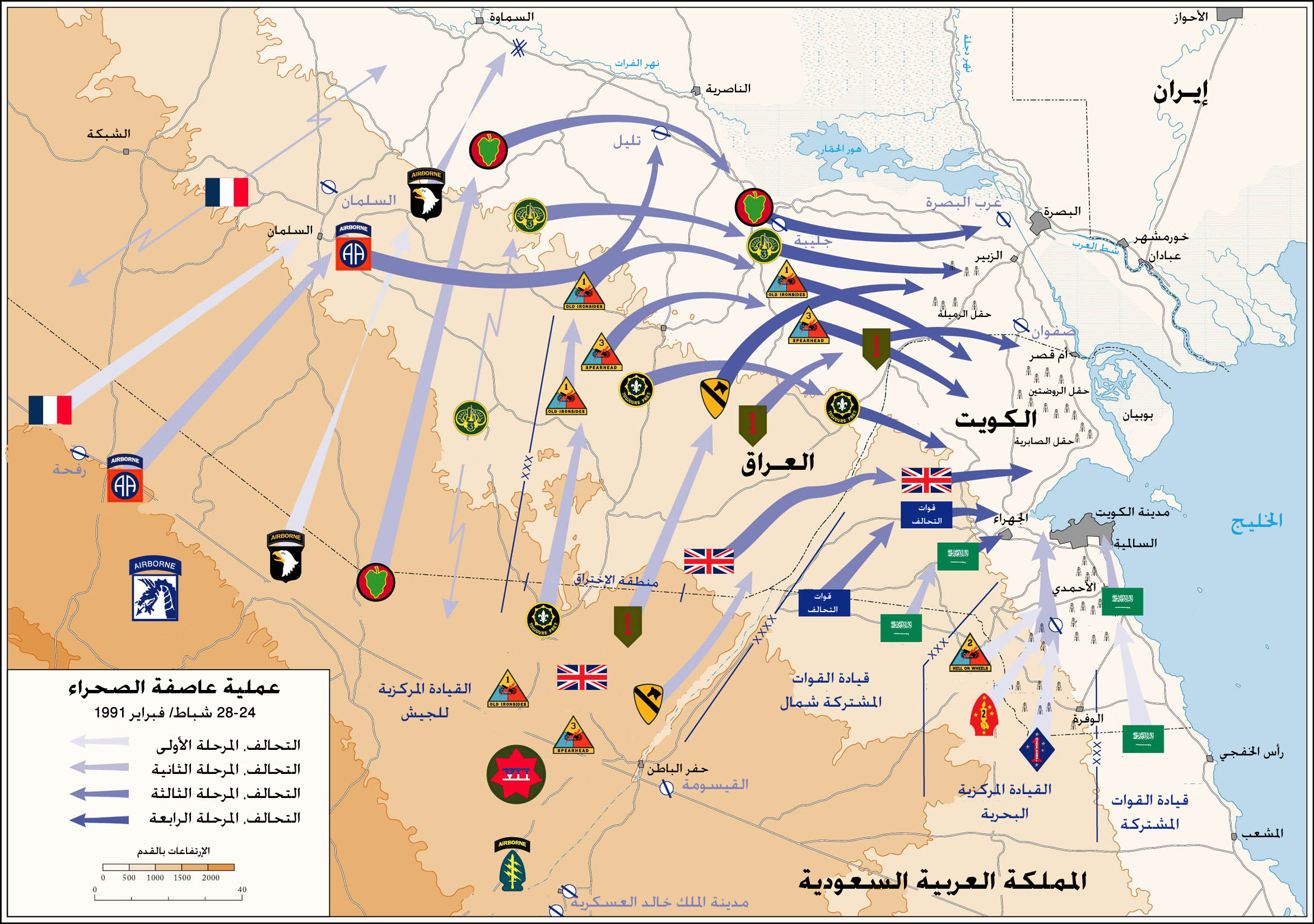
كان الفرنسيون يعملون على الجهة اليسرى خلال عملية داغيت.

في 24 فبراير 1991 بدأت المرحلة الأرضية. تقدمت وحدات الاستطلاع التابعة للقسم المدفعي المخفف السادس الفرنسي إلى العراق. بعد ثلاث ساعات هاجمت القوة الرئيسية الفرنسية. كان الهدف الأولي للفرنسيين مطار يبعد 140 كيلو متر داخل العراق في السلمان. عزز الفرنسيون الحدود من دون اعتراض وهاجموا شمالا وعززهم فوج المشاة المحمولة جوا 325 من الفرقة 82 المحمولة جوا. عثر الفرنسيون على عناصر من فرقة المشاة الميكانيكية العراقية 45. بعد معركة قصيرة تدعمها مروحيات هجومية من طراز إيروسباسيال غازيل من القوات البرية الفرنسية تمكنت من السيطرة على الهدف واستولت على 2500 سجين. بحلول نهاية اليوم الأول قامت الفرقة السادسة المدرعة الخفيفة الفرنسية بدعم من الفرقة 82 المحمولة جوا بتحقيق أهدافها وواصلت الهجوم شمالا وتأمين الطرق السريعة من بغداد إلى جنوب العراق.

## الخسائر
قتل تسعة جنود فرنسيين خلال العملية بينهم اثنان قبل بدء النزاع وخمسة بعد ذلك: قتل جندي في حادث سيارة في المملكة العربية السعودية في نوفمبر 1990 وطيار بعد شهر واحد في هبوط للطائرة داسو ميراج إف1 في وقت بعثة استطلاع في المملكة العربية السعودية. خلال الصراع مظليين اثنين من فوج مظليي المشاة البحرية الأول والفرقة الأول لرمييا وقتل الرقيب شميت ورئيس العرفاء إريك كوردييه أثناء قيامهما بإزالة القنابل العنقودية التي لم تنفجر بالقرب من السلمان في 26 فبراير 1991. أصيب 33 آخرون بجروح بينهم 22 طفلا. بعد النزاع أصيب ثمانية جنود من الفرقة الأولى بجروح (من بينهم ثلاثة بإصابات خطيرة) في 12 مارس 1991 بينما كانوا يسيرون على طريق تكساس بالقرب من السلمان. لقى اثنان من أفراد الفيلق الهندي السادس مصرعهما في مارس وأبريل بالقرب من مدينة الكويت وتوفى ثلاثة منهم في مايو بينهم اثنان في حوادث سيارات.

## معركة مرتبة الشرف
تم إصدار شرف معركة الكويت 1990-1991 لعدة أفواج بقرار بعد الحرب.